# Secastella
Secastella és un municipi de l'Aragó, a la comarca de la Ribagorça. El poble és situat a 612 metres sobre el nivell de la mar, al sud de les serres exteriors pirinenques, entre dos cursos fluvials, el Cinca i l'Éssera, a prop de l'embassament de Lo Grau.
La temperatura mitjana anual és de 12,5° i la precipitació anual, 650 mm.

## Història
L'any 1084 Sanç III (1063-94) conquereix Secastella.

## Nuclis de població del municipi
- Secastella (capital del municipi)
- Aldea de Puy de Cinca
- Bolturina (destruït). Llogaret situat a 656 metres sobre el nivell de la mar. Només hi queda l'església del segle xvi.[3]
- Torreciutat (on hi ha el santuari de Torreciutat sobre una antiga mesquita)[4]
- Pui de Cinca. Actualment s'hi pot trobar l'ermita del Romeral, de capçalera semicircular romànica, (situada a uns 300 metres al nord-oest de les ruïnes de l'església) i una nau d'època posterior, aproximadament del XVII. Posteriorment, al sud, es va afegir capella lateral.[5]
- Ubiergo, situat a 635 metres d'altitud. L'any 2005 tenia 14 habitants.[6]